# Usman Ally
Usman Ally (* 27. August 1982 in Swasiland, heute Eswatini) ist ein US-amerikanischer Schauspieler.

## Leben und Karriere
Usman Ally wurde in dem kleinen afrikanischen Staat Swasiland geboren und verbrachte seine ersten achtzehn Lebensjahre außerdem in Botswana, Kenia, Tansania und Pakistan. Darauf zog es ihn in die Vereinigten Staaten, wo er am Lewis & Clark College in Portland, Oregon Theater und Anthropologie studierte und jeweils mit einem Master abschloss. Später erwarb er auch die Auszeichnung Magna cum laude von der University of Florida für den Studiengang Schauspiel.
Nach dem Abschluss zog Ally nach Chicago, wo er erste Erfahrungen als Bühnendarsteller sammelte. In der Folge wurde er mit mehreren Preisen für seine Theaterdarstellungen ausgezeichnet, darunter als Bagheera in The Jungle Book oder als Bashir in The Invisible Hand, für die er u. a. mit einem Obie Award ausgezeichnet wurde.
Auch in Film und Fernsehen ist Ally aktiv. 2011 übernahm er in der Serie Damages – Im Netz der Macht die wiederkehrende Rolle des Nasim Marwat. Weitere Serienauftritte folgten etwa in Blue Bloods – Crime Scene New York, Person of Interest, Madam Secretary, Castle, Marvel’s Agents of S.H.I.E.L.D. oder Nobodies. Von 2016 bis 2017 war er als Botschafter Al Jaffar in der Polit-Comedy-Serie Veep – Die Vizepräsidentin zu sehen. 2017 übernahm er auch eine wiederkehrende Rolle in Eine Reihe betrüblicher Ereignisse, die er bis 2019 spielte. 2019 übernahm er eine der Hauptrollen der Comedyserie On Becoming a God in Central Florida.
Zu seinen Filmauftritten zählen etwa Chicago Overcoat, Star Trek Into Darkness oder Just Like a Woman. Ally lebt derzeit in Los Angeles.

## Filmografie (Auswahl)
- 2008: The Group (Kurzfilm)
- 2009: Chicago Overcoat
- 2011: Damages – Im Netz der Macht (Damages, Fernsehserie, 4 Episoden)
- 2012: Boss (Fernsehserie, 2 Episoden)
- 2012: Just Like a Woman
- 2013: Blue Bloods – Crime Scene New York (Blue Bloods, Fernsehserie, Episode 3x18)
- 2013: Star Trek Into Darkness
- 2014: Mind Games (Fernsehserie, Episode 1x01)
- 2014: Person of Interest (Fernsehserie, Episode 3x18)
- 2014–2015: Madam Secretary (Fernsehserie, 3 Episoden)
- 2015: Castle (Fernsehserie, Episode 7x20)
- 2015: The Player (Fernsehserie, Episode 1x01)
- 2015: Love Meet Hope
- 2016: Blindspot (Fernsehserie, Episode 1x11)
- 2016: Helen & Grace (Fernsehserie, 2 Episoden)
- 2016: Marvel’s Agents of S.H.I.E.L.D. (Fernsehserie, 3 Episoden)
- 2016: The Quest – Der Fluch des Judaskelch (Fernsehserie, Episode 3x2)
- 2016–2017: Veep – Die Vizepräsidentin (Veep, Fernsehserie, 6 Episoden)
- 2017: Lifeline (Fernsehserie, 6 Episoden)
- 2017: Lass es, Larry! (Curb Your Enthusiasm, Fernsehserie, Episode 9x08)
- 2017–2018: Nobodies (Fernsehserie, 6 Episoden)
- 2017–2019: Eine Reihe betrüblicher Ereignisse (A Series of Unfortunate Events, Fernsehserie, 22 Episoden)
- 2017–2019: Suits (Fernsehserie, 4 Episoden)
- 2018: Das geheimnisvolle Kochbuch (Just Add Magic, Fernsehserie, 8 Episoden)
- 2019: Better Things (Fernsehserie, Episode 3x05)
- 2019: On Becoming a God in Central Florida (Fernsehserie, 8 Episoden)
- 2019–2020: Navy CIS (NCIS, Fernsehserie, 2 Episoden)
- 2020: The Hunt
- 2020: 68 Whiskey (Fernsehserie, 9 Episoden)
- 2020: Superintelligence
- 2021: Call Me Kat (Fernsehserie, Episode 1x04)
- 2022: Grimcutty
- 2022: God’s Favorite Idiot (Fernsehserie)
- 2024: Nobody Wants This (Fernsehserie)

## Auszeichnungen und Nominierungen
- 2012: Nominierung für einen Joseph Jefferson Award als Herausragende Darstellung eines Hauptdarstellers für Disgraced
- 2014: Nominierung für einen IRNE Award als Bester Darsteller für The Jungle Book
- 2015: Auszeichnung mit einem Obie Award als Bester Darsteller in einem Musical für The Invisible Hand
- 2015: Nominierung für einen Lucille Lortel Award als Herausragende Darstellung eines Hauptdarstellers für The Invisible Hand